# Muzeum w Raciborzu
Muzeum w Raciborzu – placówka muzealna utworzona w 1927 roku, od 1990 roku jest jednostką organizacyjną Gminy Racibórz. Muzeum posiada około 30 tysięcy eksponatów archeologicznych, historycznych, etnograficznych oraz z dziedziny sztuki i rzemiosła artystycznego. Dyrektorem jest mgr Romuald Turakiewicz.

## Historia
Muzeum w Raciborzu miało swój początek około 1819 roku, kiedy powstało Gimnazjum Królewsko-Ewangelickie. Wtedy rozpoczęto gromadzenie różnych przedmiotów, które były wykorzystywane przez wykładowców jako pomoce naukowe do nauczania młodzieży. Do pewnego czasu gromadzili je w swoich pracowniach, segregując na kategorie tematyczne i przydzielając do danego działu (Historii Naturalnej, Numizmatyczny, Sztuki i Starożytności, Rysunków, Matematyczno-Fizyczny, Geograficzny, Muzyczny i Sztuki Pomnikowej). Potem jednak powstał pomysł utworzenia Muzeum w Raciborzu, aby można było udostępnić zbiory szerszej publiczności. Władze miejskie poparły inicjatywę i przeznaczyły na ten cel pokościelny budynek (ul. Gimnazjalna 1), który od 1811 roku niszczał nieużytkowany. Oficjalne otwarcie muzeum odbyło się 4 grudnia 1927 roku. W budynku, oprócz eksponatów należących do muzeum, pokazano również bogate zbiory archeologiczne należące do Prowincjonalnego Urzędu ds. Opieki nad Zabytkami Kultury i Prehistorii (od 1934 był to Krajowy Urząd ds. Prehistorii Górnego Śląska w Raciborzu). Mieściła się tam również biblioteka. Zwiększająca się liczba eksponatów sprawiła, że w latach 30. XX wieku postanowiono przenieść bibliotekę w inne miejsce, zwiększając w ten sposób powierzchnię przeznaczoną na ekspozycję. W trakcie prac związanych z nową organizacją wystaw, przeprowadzanych w latach 1936–1938, w kościele odkryto polichromię z 1. połowy XVII wieku, przedstawiające Zesłanie Ducha Świętego oraz Adorację Świątobliwej Eufemii. W dniu 12 lutego 1938 roku nastąpiło otwarcie muzeum po nowej aranżacji wnętrza. Część eksponatów (Dział Historii Naturalnej) przeniesiono do budynku naprzeciw muzeum. Zabytki archeologiczne natomiast zostały przeniesione do budynku przy obecnej ul. Wojska Polskiego tworząc wystawę „Prahistoria regionu”.
W roku 1945 znaczna część zbiorów uległa zniszczeniu i rozproszeniu. Po zakończeniu II wojny światowej zachowało się ok. 900 eksponatów. Muzeum ponownie otwarto 21 kwietnia 1948 roku, 15 grudnia 1949 roku zostało upaństwowione. W roku 1953 muzeum posiadało już 2127 eksponatów.
W wyniku ciągłego powiększania się zbiorów zaistniała potrzeba zaadaptowania kolejnego budynku, który obecnie stanowi drugie miejsce ekspozycji zasobów muzeum (ul. Chopina 12).
W latach 1976–1983 przeprowadzono kolejny duży remont wnętrza muzeum, w trakcie którego między innymi przywrócono prezbiterium jego gotycki wygląd.

## Siedziba
- dawny kościół Dominikanek pw. Ducha Świętego przy ul. Gimnazjalnej 1, wpisany do rejestru zabytków pod numerem A/613/59, zaadaptowany na cele ekspozycyjne. Mieści wystawy stałe:

Odkrycia w kościele Dominikanek
Cyna śląska
W domu Ozyrysa
Sztuka dawna
- kamienica przy ul. Chopina 12, wpisany do rejestru zabytków pod numerem A/619/2020[2] – budynek zaadaptowany na cele ekspozycyjne. Mieści wystawy stałe

Dawne techniki dentystyczne – wystawa ze zbiorów Kazimierza i Wojciecha Sterańczaków oraz Liceum Medycznego w Raciborzu
Rok obrzędowy nad Górną Odrą
Cmentarzysko ciałopalne kultury łużyckiej w Samborowicach, gm. Pietrowice Wielkie 1400–1200 p.n.e.
Śladami człowieka prehistorycznego
Racibórz w średniowieczu.
- budynek przy ul. Rzeźniczej 15 – mieszczący administrację muzeum, magazyny i bibliotekę

## Zbiory

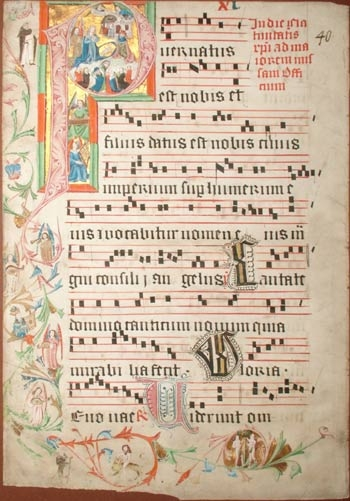
Graduał raciborski

Zasoby muzeum zostały podzielone na dziedziny. Obecnie znajdują się tam cztery działy merytoryczne tzw. działalności podstawowej: Archeologii, Etnografii, Historii, Sztuki i Rzemiosła Artystycznego oraz działy pomocnicze: Oświatowy i Administracyjny, a także pracownie: fotograficzna i techniczna. Muzeum posiada około 30 tys. sztuk i zespołów zabytków w działach merytorycznych. Te, które zyskują na największym zainteresowaniu prezentowane się na wystawach.
Wśród eksponatów na szczególną uwagę zasługują:
- Mumia Dżed-Amonet-ius-anch wraz z kartonażem i dwoma sarkofagami, darowana w 1861 roku przez barona Anzelma von Rothschilda, będąca głównym elementem wystawy W domu Ozyrysa. Jest to jedyna wystawa na Śląsku przedstawiająca zabytki starożytnego Egiptu;
- grób ze złamanym mieczem odkryty w trakcie prac remontowych w prezbiterium kościoła, być może jest to grób ostatniego z książąt raciborskich z rodu Przemyślidów czeskich, Walentyna[3];
- piec z przełomu XV i XVI wieku, zrekonstruowany na podstawie znalezionych podczas prac remontowych kafli, prawdopodobnie najstarszy tego typu zabytek w Polsce[3];
- zbiór XIX-wiecznych raciborskich strojów ludowych, a szczególnie kolekcja bogato zdobionych czepców;
- kolekcja 249 różnego rodzaju wyrobów cynowych z okresu od XVII do XIX wieku, wśród nich między innymi są talerze, misy, dzbany czy wilkomy;
- dwie karty graduału raciborskiego[4].

## Nagrody
- 1984 rok – I nagroda wojewódzka i wyróżnienie centralne w edycji Najciekawsze wydarzenie muzealne roku (za remont i urządzenie wystaw);
- 1989 rok – za wystawę Śniła mi się Odra;
- 1990 rok – za wystawę Sokół na Śląsku;
- 2006 rok – wyróżnienie Marszałka Województwa Śląskiego za wydarzenie muzealne roku w kategorii Dokonania z zakresu konserwacji za konserwację księgi rękopiśmiennej Transsumpt praw miejskich i przywilejów miasta Krzanowic[5];
- 2009 rok – nagroda Marszałka Województwa Śląskiego za wydarzenie muzealne roku w kategorii Dokonania z zakresu konserwacji za konserwację zespołu zabytkowych obrazów z chorągwi cechowych XVIII/XIX wieku pochodzących ze zbiorów Muzeum w Raciborzu[6];
- 2010 rok – nagroda Marszałka Województwa Śląskiego za wydarzenie muzealne roku w kategorii Dokonania z zakresu konserwacji za konserwację trzynastu zabytkowych grafik i jednego szkicu piórkiem ze zbiorów Muzeum w Raciborzu[7];
- 2011 rok – nagroda Marszałka Województwa Śląskiego za wydarzenie muzealne roku w kategorii Dokonania z zakresu konserwacji za konserwację obrazu olejnego na blasze „Św. Antoni Padewski” pochodzącego z XIX w. ze zbiorów Muzeum w Raciborzu[8];
- 2011 rok – wyróżnienie Marszałka Województwa Śląskiego za wydarzenie muzealne roku w kategorii „Dokonania z zakresu inicjatyw edukacyjnych oraz popularyzacji dziedzictwa kulturowego” za projekt pn.„Święty Florian na Śląsku”. Konferencja muzealna i wystawa „Św. Florian w zbiorach muzeów”[8].